# Mount Torment
Der Mount Torment ist ein 8.120 ft (2.475 m) hoher Berg in den North Cascades im US-Bundesstaat Washington. Er liegt etwa 65 mi (105 km) nordöstlich der Stadt Everett. Der erste Aufstieg erfolgte am 23. August 1946. Sein Name stammt von der Gemeinschaft, die den ersten Aufstieg ausführte, wegen „der Mühsal eines heißen Tages mit nur einer Orange zum Stillen des Durstes“. Seit damals hat der Mount Torment wegen der Torment-Forbidden Traverse, einer ungeschützten alpinen Route zum benachbarten Forbidden Peak an Beliebtheit gewonnen.
Der North Fork Cascade River entspringt in einem Becken unterhalb des Mount Torment und fließt mehrere Meilen westwärts in den Cascade River. In diesem Tal gibt es zahlreiche Wasserfälle.